# Красноярський (Кваркенський район)
Красноя́рський (рос. Красноярский) — селище у складі Кваркенського району Оренбурзької області, Росія.

## Населення
Населення — 2763 особи (2010; 3236 у 2002).
Національний склад (станом на 2002 рік):
- росіяни — 88 %